# Kardtestvérek rendje
A Kardtestvérek rendje (Livóniai Kardtestvérek rendje, latinul: Fratres militiæ Christi Livoniae) 1202-ben Albert von Buxthoeven rigai püspök által alapított militáns lovagrend volt.

## Története
A Kardtestvérek alapításuktól kezdve igyekeztek figyelmen kívül hagyni az őket a rigai püspökhöz kötő vazallusi kötelmeiket. 1218-ban szövetséget kötöttek II. Valdemár dán királlyal és elfoglalták a mai Észtország északi részét.
A Kardtestvérek székhelye az észtországi Viljandiban (németül: Fellin) volt, ahol a lovagvár romjai ma is láthatóak. További lovagváraik voltak a mai Lettország területén Cēsisben (Wenden), Siguldában (Segewold) és Aizkraukleben (Ascheraden).
A litvánok és a zemgalei lettek 1236-ban a Siauliai csatában legyőzték a Kardtestvéreket, a rend az ezt követő évben beolvadt a Német Lovagrendbe. Ettől kezdve a Német Lovagrend önálló autonóm részét képezték megtartva szabályaikat, ruházatukat és saját mesterüket, aki jog szerint a Német Lovagrend nagymestere alá volt rendelve. 1237 és 1290 között a Kardtestvérek elfoglalták Kurzemét, Livóniát és Zemgalét, 1346-ban pedig IV. Valdemár dán királytól megvásárolták Észtország maradék területeit.
A 15. század közepén, a Német Lovagrend hanyatlásakor a Kardtestvérek a Német Lovagrend livóniai részeként megőrizték függetlenségüket. Egy évszázaddal később, 1560-ban a livóniai háború során az ergemei csatában vereséget szenvedtek az orosz csapatoktól.
A rend utolsó nagymestere, Gotthard von Kettler a lengyel királlyal kötött egyezség után szekularizálta a rendet, és beolvasztotta az evangélikus egyházba. A Kardtestvérek déli területein önálló állam, a Kurföldi és Zemgalei hercegség jött létre. A terület többi része Lengyelország fennhatósága alá került, az észt területeket pedig Svédország foglalta el.

## A Rend tagjai
A Kardtestvérek rendjének eltérő vállalású és jogosultságú tagjai voltak – ez más korabeli lovagrendekre is igaz. Fontos volt, hogy a jelentkező nemesi származású-e, hogy egész életére elköteleződik-e a rend szolgálatára. A Kardtestvérek rendjének nem volt női ága, része, csoportja, támogató része. A Kardtestvérek (pap- és lovagtestvérek) létszáma becslések szerint soha sem haladta meg a 120-180 főt. (A XIII. századnál "békésebb" XIV. században egy évtized volt egy lovag várható élethossza Livóniában) A Kardtestvér rend önállóságának végét jelentő Saulei csata után a rendet átvevő Német Lovagrend képes volt azonnal hatvan lovagot küldeni Livóniába.
- Paptestvér A felszentelt testvérek alkották a rend papságát. Ők voltak felelősek az egyházi szertartásokért, a lelki életért. Ők írták a könyveket, vezették az évkönyveket, és ellátták a Rend egyéb adminisztratív feladatát. A rendben kevés felszentelt pap volt, ők jogosultak voltak részt venni a nagymestert megválasztó nagykáptalan ülésen.
- Lovagtestvér (RitterBrudern) A paptestvérhez hasonlóan szerzetesi fogadalmat tettek, nemesi származásúak. Ők a lovagok, a paptestvéreket leszámítva mindenki más az ő segítőjük, kiszolgálójuk. Felszerelésük a kor legjobbja volt, teljes páncélzatban, csatalovakon ők alkották a nehézlovasságot.
- Szolgáló testvér (Diendebrudern) A szolgáló-testvérek nem nemesi származásúak voltak, de ugyanúgy fogadalmat tettek, mint a lovagtestvérek, a rend fegyveresei voltak, általában könnyűlovasként vagy gyalogosként szolgáltak. A páncéljuk könnyebb volt, és fegyverzetük kevésbé félelmetes, mint a lovagtestvéreké lovagoké. Általában egy lovagtestvér irányította a csapatukat.
- Féltestvér Az előző testvérekkel ellentétben a Féltestvér nem tett szerzetesi fogadalmat, és csak pár évre csatlakozott a rendhez. Amíg a rendnél élt, addig be kellett tartania a rend szabályait. Szolgálhatott jellemzően őrszolgálatot ellátó fegyveresként, vagy kórházakban.
- Laikus testvér A rend földet birtokló hűbérese, szinte mindig német származásúak voltak. Mint Európa nagy részén, a földbirtoklás bizonyos kötelezettségeket rótt a birtokosra. A Rendelet által odaítélt föld nagysága határozta meg a nyújtandó szolgáltatást. A föld méretétől függően vagy egy teljes páncélos lovagot kellett kiállítania és felszerelnie a hűbéresnek, vagy "csak" neki kellett személyesen, könnyebb páncélban lóval hadba vonulnia adott esetben. A föld mérete változó volt, de valahol 500 mai magyar hektár körül volt a határ. Természetesen nem volt mindegy, hogy határ menti vagy belső, biztonságos területen volt-e a föld terület.[7]

## A Rend szervezeti felépítése
Az elvi szervezeti struktúra két szintű volt a Kardtestvérek rendjében. A nagykáptalan vagy rendi-káptalan gyűlés (amelyet konventként is említenek) volt a legfőbb döntéshozó szerv. A megnevezés – káptalan – oka, hogy egyházi rend volt a Kardtestvérek rendje. A káptalan szócikk a jelenlegi állapotot írja le, a Kardtestvérek idejében püspökségnél kisebb egyházi egységnek is volt káptalanja. A nagykáptalan gyűlésen elvben minden testvér – egyházi (papi) és világi (lovag) – részt vehetett. A káptalan választotta meg saját vezetőit, így nagykáptalan – értelemszerűen – a rend vezetőit, a nagymestert és a helyettesét, a gazdasági ügyekért (kincstár, adók...), a felszerelésért (ruha, fegyver, ló...) és az ispotályokért (alamizsnaosztás...) felelős vezetőt. A tisztségek és feladatok a Kardtestvérek rendjében rövid fennállási idejük alatt nem szilárdult meg. A nagymester–helyettesének megnevezése a különböző forrásokban változatos, legjobban a "várakon kívüli seregek mestere" fedi feladatát (mezei mester, nagy-komtur...) A Német Lovagrendbe tagozódás után az önállóságát megőrző Livónia a Német Lovagrend egyik tartománya volt, így az élén a Livón tartomány Mestere (Landmeister) állt, akit Livón Mesterként, Livónia Mestereként is említenek.

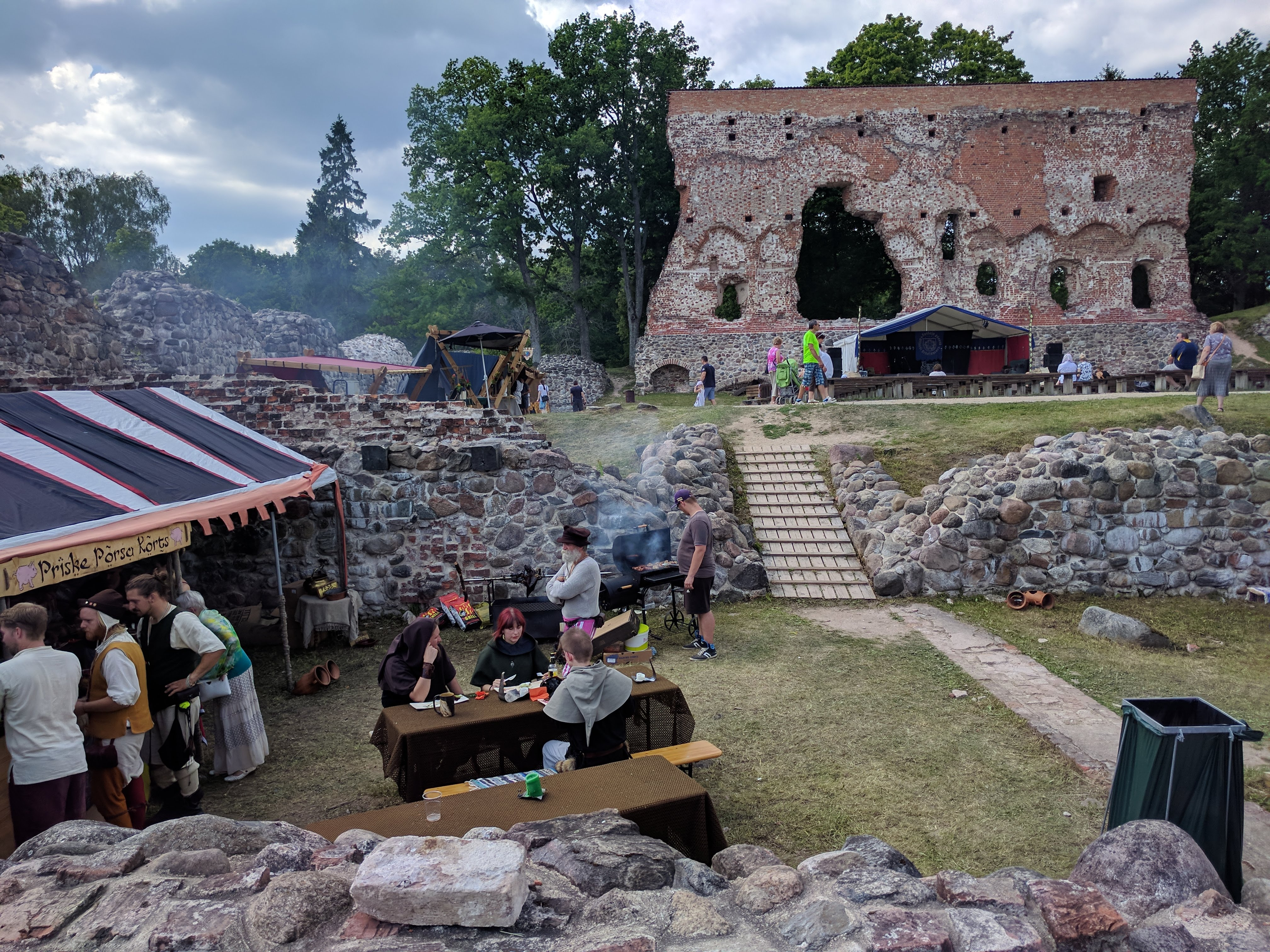
Nyüzsgés a 2018-as középkori fesztivál idején a Viljandi Rendi Kastélyban.

Két nagykáptalan között a Nagymester és a választott tisztségviselők látták el a Rend vezetését. A Testvériség székhelye Fellinben (Viljandi) volt a mai Észtországban. A Nagymester kísérete a fontosabb komturok vezetőiből állt.
A rendi tartomány (Livónia) várkörzetekre (Kommende) és parancsnokságokra (önálló adófizető körzetek) tagolódott.
A várkörzet, amely egyszerre volt katonai és politikai-gazdasági központ, valamint egyházi igazgatási egység – egy kővárból (a várban templommal) és a várból egy-két nap alatt elérhető, fosztogatásoktól megvédhető, területből állt. A várkörzet élén a komtur (kummentûre; latin: praeceptores, commendatores) állt, aki az általa igazgatott terület adójából részt kapott. A komtur mindig a Rend lovagja volt, kinevezése után a "vár-neve mester" (hibás magyar példával: Eger mestere) megnevezés illette. A komturt a hatalmi viszonyoktól függően a vár-káptalanja választotta meg, vagy a Nagymester (tartományi mester) nevezte ki, vagy az egyik megválasztotta, a másik jóváhagyta. A komtur állt a kommende-konvent/káptalan élén is, a káptalan ideális esetben tizenkét lovag– és hat pap-testvérből állt, de ez szinte soha sem teljesült.
A káptalan és a Kommende élén álló mester mellé további további tisztviselőket választottak. A Komtur helyettese a "várakon kívüli seregek" parancsnoka, a mezei-parancsnok volt, ő volt a Kommende hadaiért felelős. A komtur minden adminisztratív joggal rendelkezett, az általa felügyelt területen ellenőrizte a végrehajtókat (Vogteien) és a tizedszedőket (Zehnthöfe).
A rend erődítményeinek elve az volt, hogy egy kis helyőrség képes legyen ellenállni a segítség megérkezéséig – ezért a váraknak készleteket kellett tárolniuk minél hosszabb ostrom ki, és egymástól egynapi menettávolságra épültek. Szinte minden külső védműben és kolostorban istállók voltak, fegyvereket és páncélokat gyártottak, tároltak és karbantartottak, valamint képzést is biztosítottak; a kolostorok a rendi erők gyülekezőhelyei is voltak, központilag a parancsnokságokon belül szervezve, a helyiek és a vazallus lovagok katonai szolgálati kötelezettsége alapján, bár a zsoldosokat nagyobb kastélyokban helyezték el – ez a rendszer lehetővé tette a katonai válasz szisztematikus és gyors megszervezését. A beavatási szertartásokat a kastély kápolnájában végezték, és a lovagokat többnyire a helyi plébániatemplomban vagy kórházi kápolnákban temették el.
A parancsnokságok működése, felépítése hasonló a várkörzetéhez, de területük kisebb, adóbevételük jelentősen kevesebb. Háború esetén a várkörzetek szinte mindig, a parancsnokságok ritkán vonulnak saját zászlójuk alatt. A várkörzetekben működő káptalan – rendtag papok és lovagok – száma általában eléri az elvárt tizenkét főt, amíg a parancsnokságokban gyakran nem.
A várkörzeteket megszilárdulásuk után ábrázoló térkép a szócikkben lejjebb található, ez az 1534-es állapotokat mutatja, de beazonosíthatók a már a Kardtestvérek rendje alatt létrejött körzetek.

## Csaták 1203-1290
A Kardtestvérek szinte folyamatosan vívták csatáikat Livóniában. Télen a befagyott folyókon és tengeren könnyebben mozogtak a seregek, nyáron a sűrű erdők, a lápos vidék akadályozta a nagyobb hadműveleteket. Az itt megemlített csaták, ostromok csak töredéke az összes megvívott csatának és ostromnak, a felsoroltak azonban a fontosabbak. A hosszú lábjegyzetek a Livóniában élő Henricus de Lettis krónikájából valók, ezek a szemtanú leírásai az egyes hadműveletekről, amelyek közül néhányban személyesen is részt vett. A lábjegyzetek szándékosan hosszasak segítendő a csaták önálló szócikké fejlesztését.

### Jersika bevétele, hűbéressé tétele (1209)

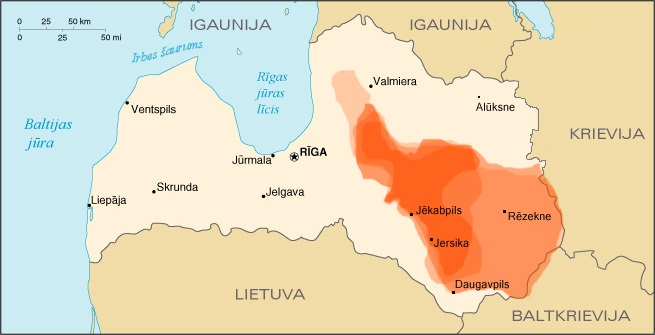
Jersika (Letija, Lotgol) területének változása a XII-XIII. században. Albert püspök elfoglalja a Jersika Hercegséget.

### Wenden ostroma (1210)

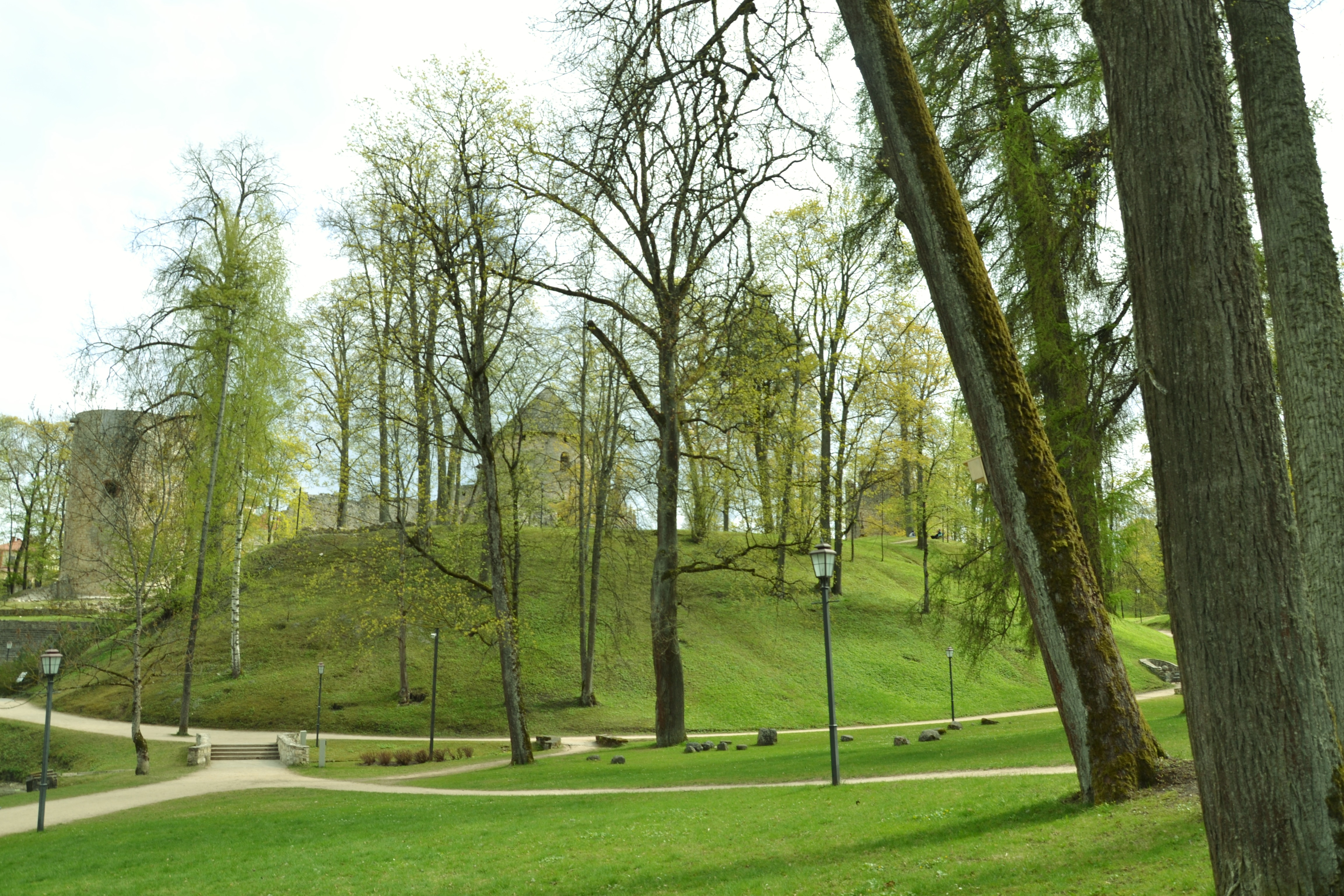
Cēsis [Wenden] várának maradványa.

### Rajtaütés Ümeránál (1210)

Rajtaütés Ümeránál (1210)

### Támadás Treiden ellen (1211)

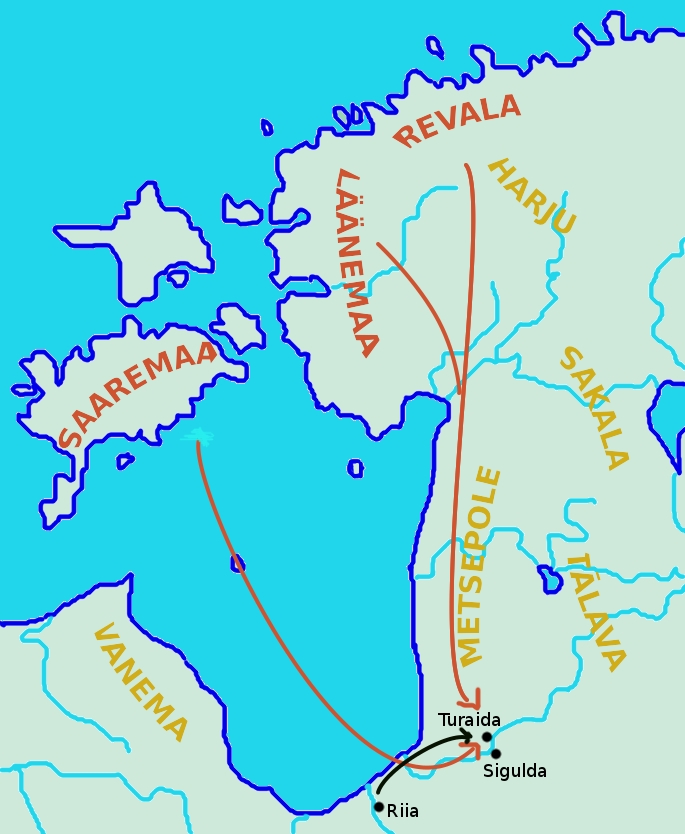
Támadás Treiden ellen (1211)

### Holmelfoglalása és megvédése (1206)
Rigából a Daugava folyón felfelé haladva, a korábban keresztesek építette Holm erődjét foglalták el rövid ostrommal a Kardtestvérek lovagjai vezette német sereg legyőzve Ako fejedelem védőit. Az elfoglalt és megerősített várat ugyanabban az évben Polock fejedelme ostromolja meg. A két hetes ostrom sikertelen, a várat sikerrel védi meg másfél tucat német és szövetségesük. Az ostrom során az oroszok megpróbálják lemásolni a németek kőhajító gépét, de saját embereik esnek áldozatul.

### Treidenostroma (1206)
A németek kihasználják a pogány törzsek közti ellentétet. Szemigal segédhaddal megtámadják Treiden földvárát, elfoglalják és felégetik. Az ostromló csapatot a megtámadott törzs volt vezetője, Caupo irányítja. Caupo Albert rigai püspök kíséretében Rómába is eljutott, ahol a pápa megerősítette a keresztségben.

### Kokenhusenostroma (1208)
Rigától felfele, a Daugava-folyó mentén található Koknese városa. Ez orosz fejedelmi székhely volt az 1200-as évek legelején. A német terjeszkedés hamar elérte a földvárat, amelyért számos csatát vívtak. 1208-ban a közeli vár mestere embereivel elfoglalta a várat, foglyul ejtette a város fejedelmét. Ám Albert rigai püspök inkább szabadon engedte a fejedelmet – a vár feléért. A vár német helyőrséget fogad be. Ám Kokenhusen királya leöli a várában maradt németeket, behívja Vlagyimir pszkovi herceget, hogy megtámadják Rigát. A püspök hadba hív mindenkit. Az oroszok ezt meghalva fosztogatva kivonulnak, Kokenhuse-t felgyújtják és a királya soha többé nem tér vissza oda. Albert 1209-ben kezdeményezi a vár kővárrá való átépítését.

### Otepää ostroma (1208)
Az orosz és német határterületen levő földvárat egy nagyobb területet érintő fosztogató hadjárat során megostromolják, beveszik és felgyújtják.

### Otepää kifosztása (1210)
1210-ben Msztyiszlav Msztyiszlavics Novgorod és Vlagyimir Msztyiszlavics Pszkov fejedelmei hadjáratot indítottak Ungannia tartomány ellen, megostromolták Otepää (Ugandi, Odempahi, Odempäh) erődjét. A nyolc napos ostrom sikeres volt, nagyjából nyolcvan kilogramm ezüst váltságdíjjal távoztak. Az erőd az orosz és német érdekszféra határán feküdt, a dinamikusan terjeszkedő németek ezért még ugyanebben az évben megtámadták és kifosztották és felgyújtották.

### Fellinostroma (1211)
1211 tavaszán a Kardtestvérek megkísérelték Fellin fellegvárának elfoglalását. Az erőd előtti első csatában a védőknek sikerült súlyos veszteségek árán visszaverni a támadókat. Az ostromlók tornyot építettek, a vizesárkot feltöltötték fával és rágördítették a tornyot. Onnan lándzsákat dobáltak, és számszeríjjal lőttek a védőkre. Az észtek megpróbálták felgyújtani a tornyot. Az ostromlóknak sikerült áttörniük az egyik falat, de mögötte volt egy másik. A támadók öt nap alatt nem tudták bevenni az erődöt, a hatodik napon tárgyalni kezdtek. Mivel a várban vízhiány volt, a védők hajlandóak voltak békét kötni az ostromlókkal. De csak a papokat engedték be az erődbe, akik állítólag szenteltvízzel hintették meg az erődöt, házakat, férfiakat és nőket. A védők előkelői fiait túszként magával víve a német hadsereg visszavonult.

### Lett mészárlás Soontaganban (1215)

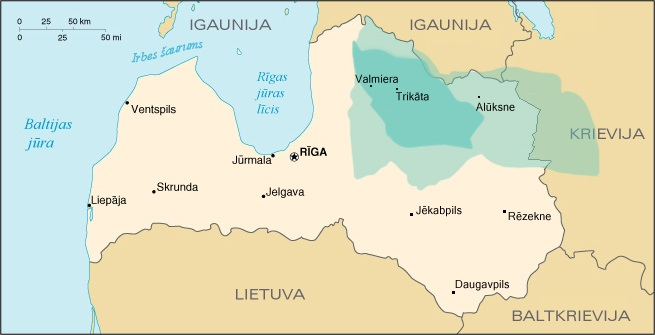
Tālava latgal hercegség / fejedelemség / törzs vélt területe a XII–XIII. században. Henrik Livónia Krónikája a terület egyik fővárosaként említi Tricatiát, a térképen: Trikāta

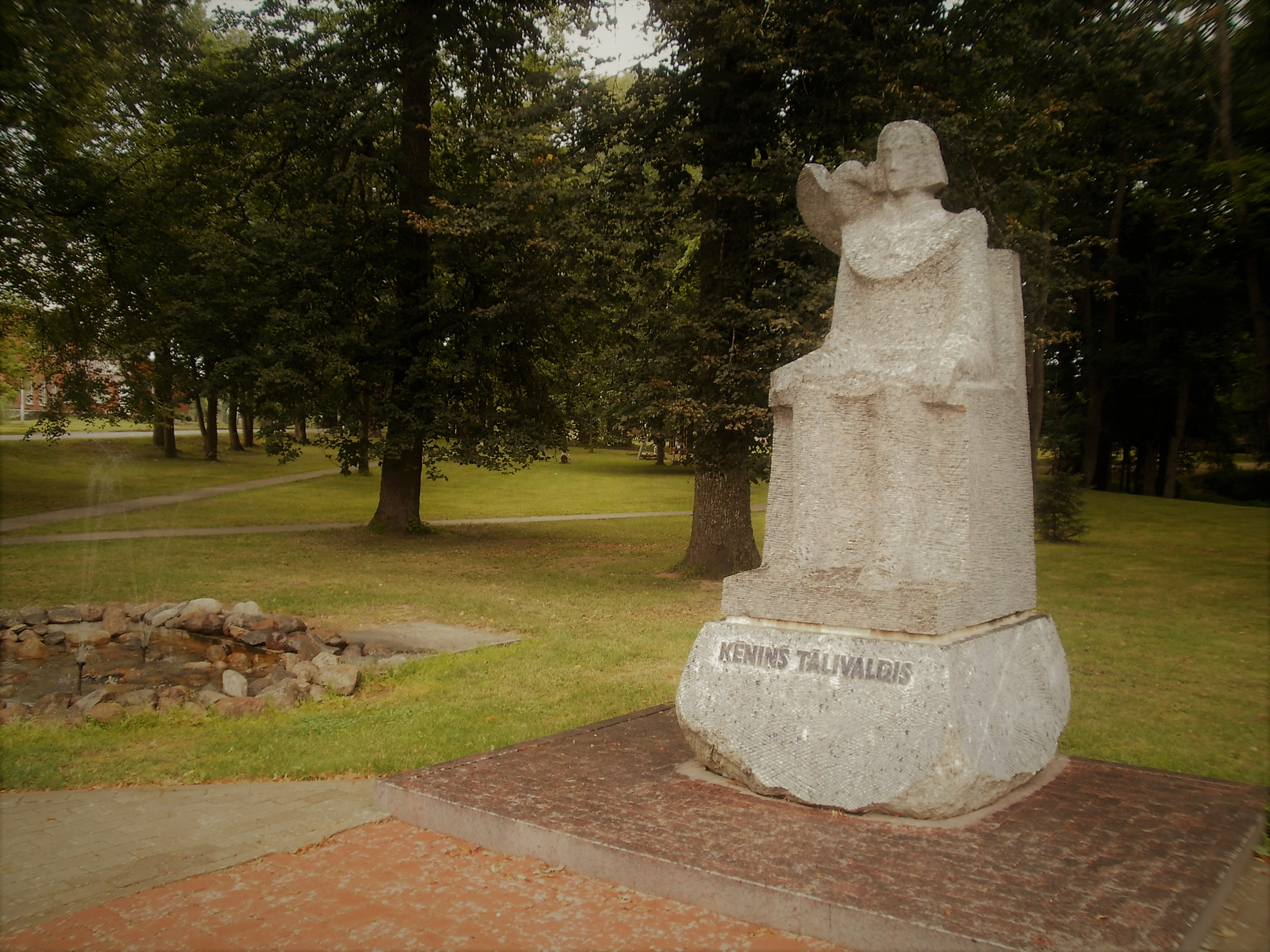
Emlékkő a lettek vénének, Talivaldisnak.

Az észt csapatok Soontagan (Rotalia, ma: Läänemaa) területéről megtámadták a letteket, elfogták a lett törzs vezetőjét, Thalibaldot. Megkínozták, és elégették. A lettek, némi német támogatással sűrűn egymást követő támadásokkal az észtek lakta Ungannia tartományt gyakorlatilag elnéptelenítik, a férfiakat leölik, az asszonyokat és gyerekeket elhurcolják, az állatokat elhajtják, a falvakat felégetik.

### Otepää ostroma (1217)
Az Otepää-i csata 1217-ben zajlott az Otepää-erődnél. 17 napos ostrom után az ugálok, a rigai püspök és a Kardtestvérek Rendje, valamint az alárendelt latgali és livón csapatok megadták magukat a novgorodi, pszkovi, saarli, harjuli és szakali összefogás csapatainak. Az aláírt békeszerződés értelmében a püspök és a Rend csapatainak el kellett hagyniuk Ugandát. Otepääi 1217-es ostromát követően Novgorod, Pszkov és az észtek együttműködteh a Rend és a püspök elleni harcban.

### Lindanise-i csata (1219)

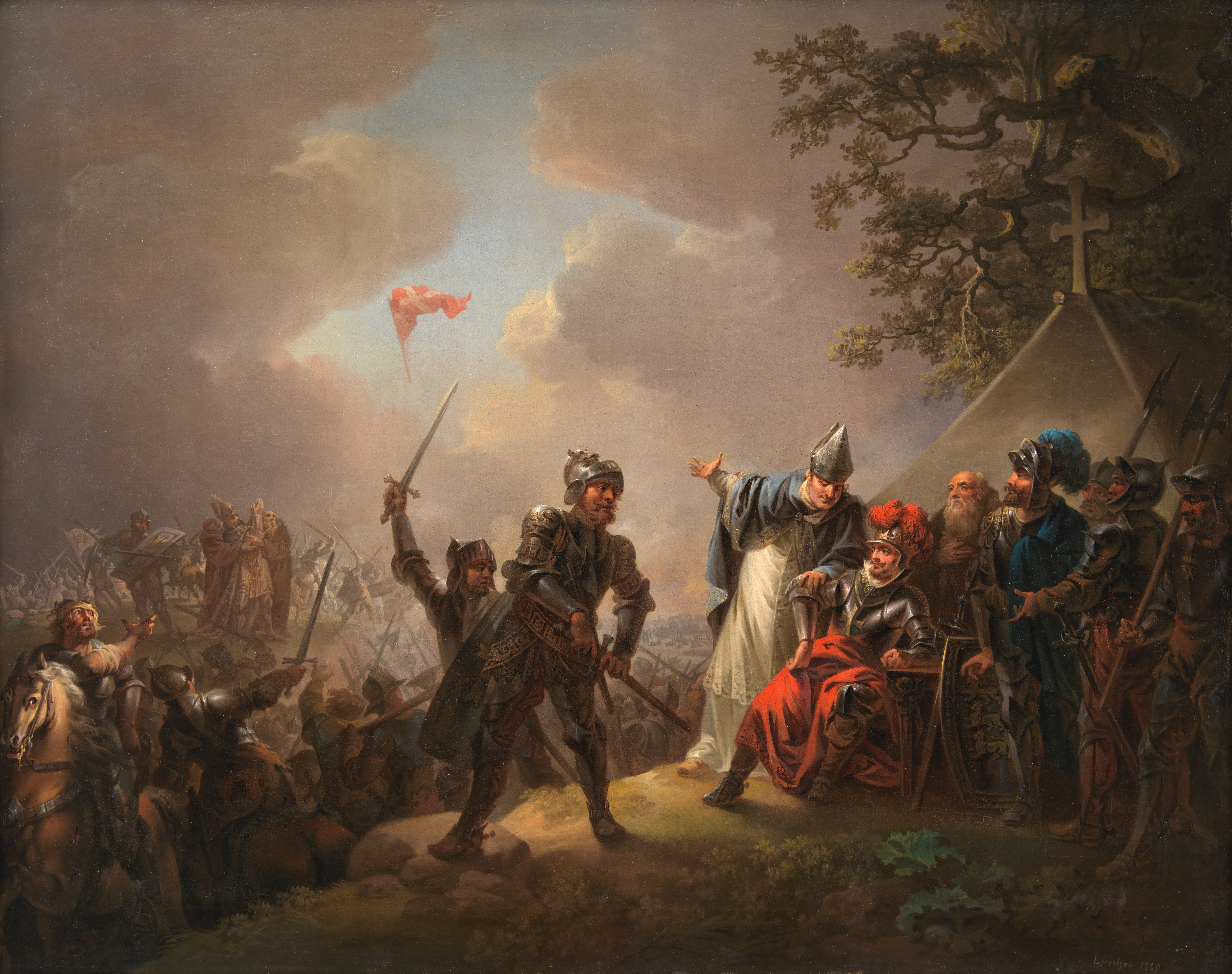
Christian August Lorentzen (1749–1828) festménye. Balra a háttérben Anders Sunesen érsek felemelt kézzel, az előtérben pedig Peder Jacobsen roskildei püspök, aki Dannebrogra mutat, miközben tájékoztatja II. Valdemár dán királyt.

II. Valdemár dán király vezetésével jelentős dán sereg szállt partra a mai Tallinntól nem messze. Kővárat építtetett egy régi földvár helyére. A észt törzsek látszólag barátságosan fogadták a dánokat, miközben hadba szólították seregeiket. 1219. június 15-én váratlanul rátámadtak a gyanútlan keresztes seregre. Az észt győzelmet a dán király egyik hűbérése akadályozta meg. Kis csapatára – kétszáz katona – nem csaptak le az észt támadók, így ellentámadást indított, ez adott időt a dánoknak soraik rendezésére, fegyvereik felvételére. A csata a keresztesek győzelmével zárult. A dánok számára ez a csata különösen fontos, mert e csatától eredeztetik a máig használt dán zászló megjelenését.

### Fellinmásodik ostroma (1223)
Fellin első ostroma (1211) után a helyi törzsekkel kötött megállapodások tették lehetővé, hogy az erődben a Kardtestvérek lovagjai és kíséretük  állomásozzon. Az erőd továbbra is a keresztesek és az oroszok érdekszférájának határán állt, így az együttélés nem volt konfliktus mentes. 1223. január 29-én a helyiek rátámadtak a németekre, és válogatás nélkül megölték a kereskedőket, papokat, katonákat és lovagokat. Az elfoglalt erődöt orosz segítséggel megerősítették. A feldühödött németek – a rigai püspök és a Kardtestvérek vezetésével – számos segédcsapattal augusztusban Fellin alá vonultak és több mint két héten át ostromolták a várat. A győzelmet számukra a várban elfogyó élelem és ivóvíz hozta meg. A védők egy részét és orosz szövetségeseiket kivégzik a győztesek, a megkeresztelkedett helybéliek megmenekülnek a haláltól – de elveszítik minden ingóságukat. Fellin erődje az egyik legfontosabb erőddé lesz a Kardtestvérek Német Lovagrendbe tagozódása után.

### Dorpatostroma és bevétele (1224)
Amint a német terjeszkedés elérte a tartományt és várost, utóbbit többször is megostromolták (1223 és 1224). Végül a második 1224-es támadással, amelyben a Baltikum szinte teljes német– és szövetséges–serege részt vett, hosszú és kemény ostrommal elfoglalták a várost, amelyet a németek Dorpatnak-nak neveztek. 1224-ben létrejön a dorpati egyházmegye, élére Herman püspök került, aki addigi Észtország püspöke volt.

### Mohu ostroma (1227)

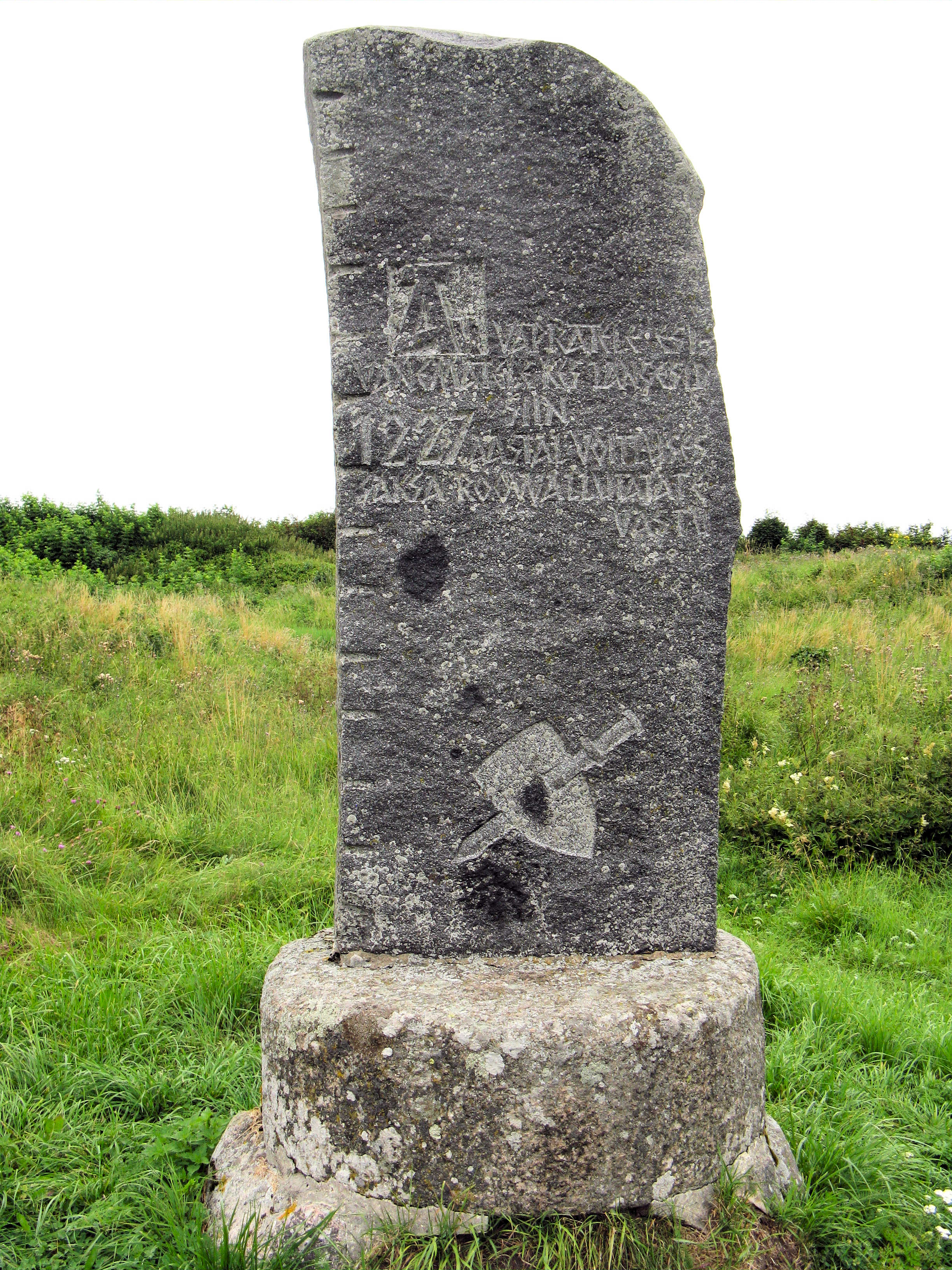
Muhu emlékkő. Felirata szabad fordításban: Az utolsó észt pogány erőd/összecsapás a keresztesekkel, 1227.

### Azaizkraukleicsata (1229)
1229-ben Viestards szemgal fejedelem, megbosszulandó a Kardtestvérek előző évi szemgali fosztogató hadjáratát, úgy döntött, hogy kifosztja az Aizkraukle várhoz tartozó föld területet. A vár és várkörzet parancsnoka Marquart von Burbach volt, aki szembeszállt a behatolókkal és Aizkraukle közelében megütköztek. A támadó sereg félezer főből állt. Viestards fejedelem egy tűzből kikapott égő faággal állon vágta a karddal rátámadó von Burbacht, aki csak a fogai egy részét veszítette el, a fejedelem elmenekült.

## Miért volt bukásra ítélve a Kardtestvérek rendje a XIII. században?[63]

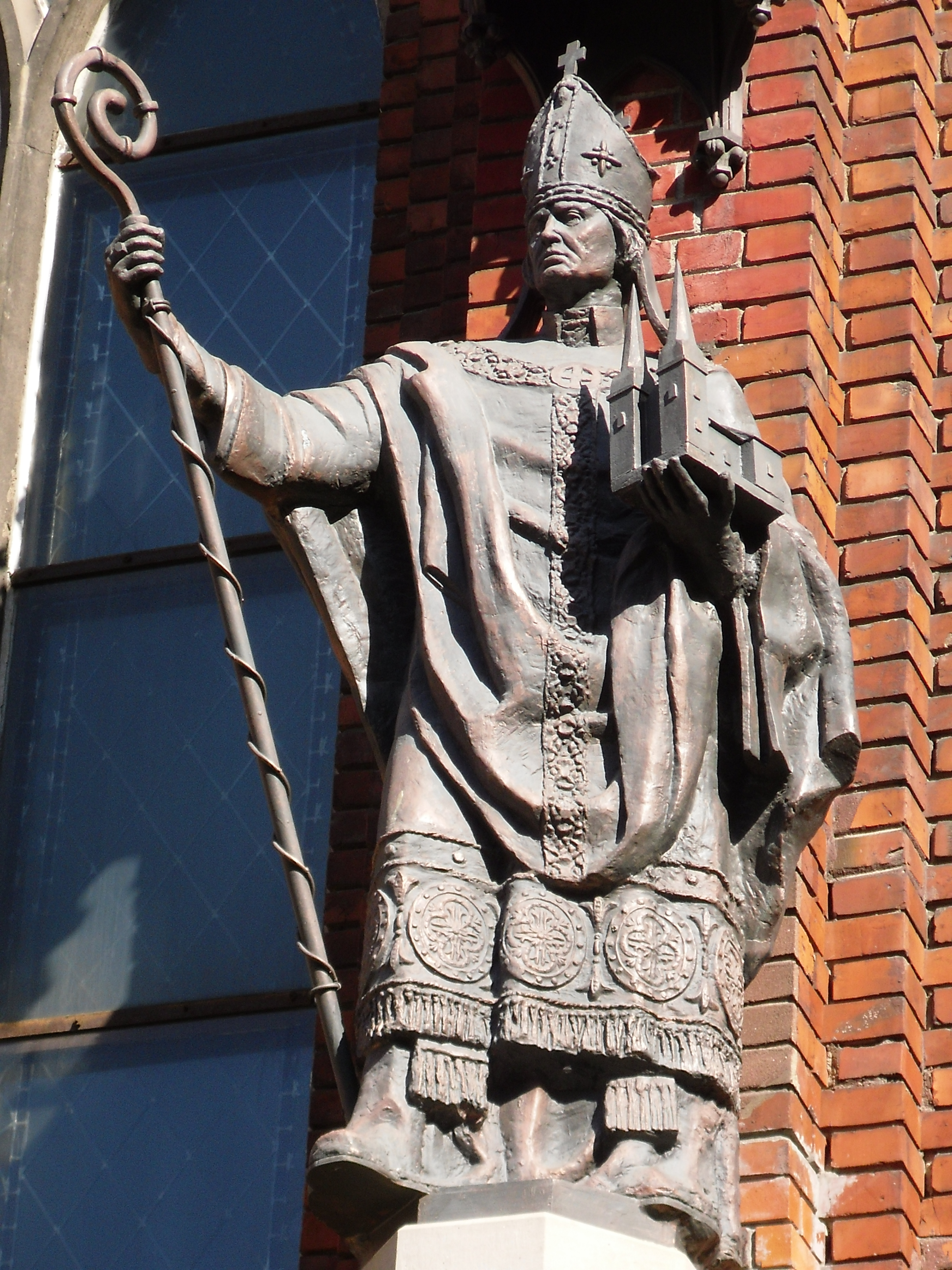
Albert püspök szobra a rigai dómban

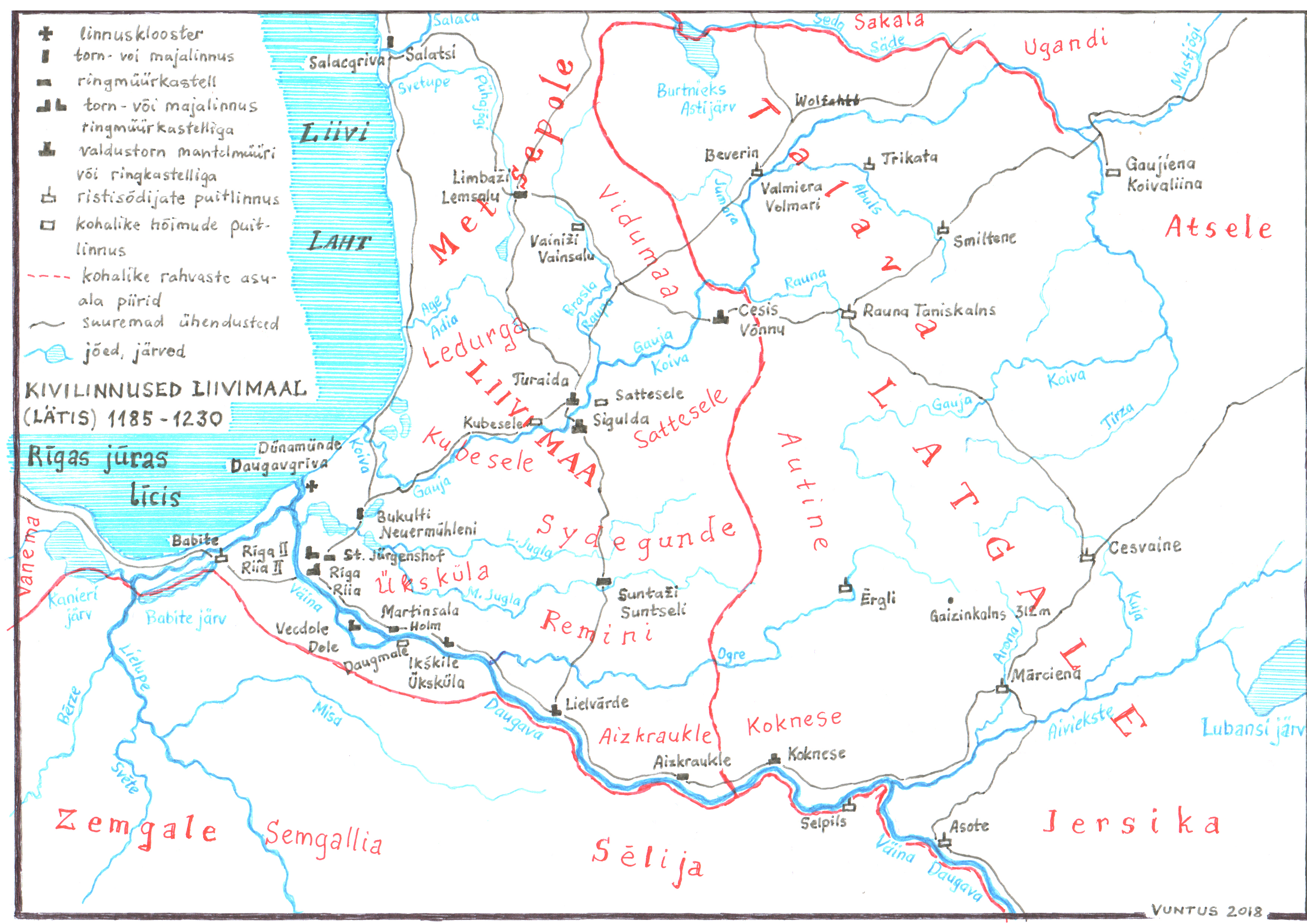
Riga és környéke 1200 után. Rigától felfelé haladva a folyón megtalálgató Holm és Ikšķile, a tengernél Daugavgrivánál pedig a megerősített kolostor. A kitöltött (fekete) jelek kővárakat jelentenek, az üres téglalap kis vonallal a tetején a keresztesek favárait. A vonal nélküli üres téglalapok a helyi törzsek fából készült erődjének jele. Piros feliratok az egyes törzsek területei, a fekete vonalak a fontosabb útvonalak.

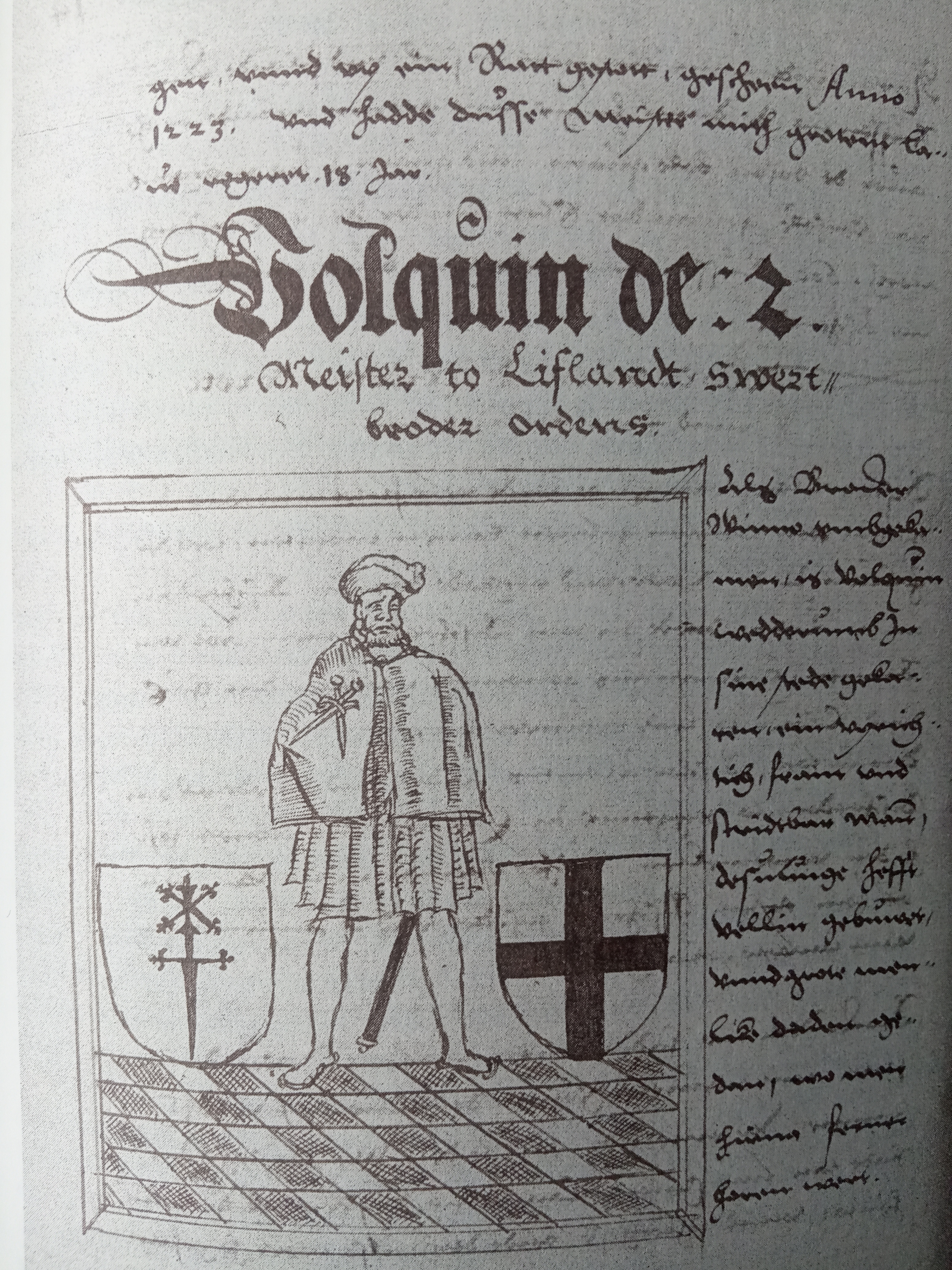
Volquin nagymester képe Johann Renner Livonia története 1556-1561 című művéből

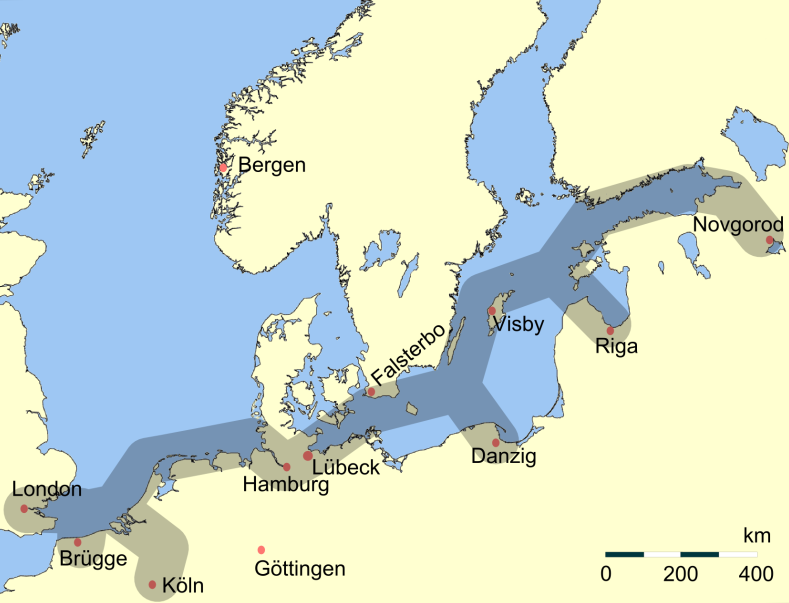
A Hanza-szövetség fő kereskedelmi útvonalai

A Kardtestvérek rendje kulcsfontosságú volt a Livónia keresztény megtérítésében és a terület nemzetközi kereskedelembe való bekapcsolásában. Ezt a negyedmilliós pogány őslakosság ellenére úgy érte el a Rend, hogy soha nem volt száznyolcvannál több tagja. A Kardtestvérek bár katonailag sikeresek voltak, állandó helyőrségeik voltak szerte Livóniában, mégsem tudtak gazdaságilag életképes államot létrehozni a régió szegény földjén.
A küldetés kezdetben Rigára és a Daugavára korlátozódott. A szárazföld belsejébe való behatolást, a hagyományos nyári hadjáratokat megnehezítette a mocsaras alföld. A keleti Balti-partot télen a jég zárta le, a keresztes hadjáratokat évente 6-8 hónapra korlátozva. Ráadásul a halászat és a gabonaellátás alig elégítette ki a szükségleteket. A kortársak úgy próbáltak elkendőzni a valóságot, hogy leírásukban a föld "sok gazdagságban bővelkedik" és "termékenyek a szántóföldek, bő a legelő, és folyók öntözik" és "szintén kellően gazdag halban és fákkal borított", az egyház pedig a meghódított területeket „Terra Mariana”-nak (Mária földje) nevezte, de a balti hadjáratok jutalma továbbra sem volt elegendő a világi harcosok vonzására. Poroszországgal ellentétben a kisnemesek és parasztok alig érkeztek a területre, ennek megfelelően az adó bevételek is alacsonyabbak voltak. Következésképpen Albert rigai püspök kevés újoncot nyert a keresztes hadjáratához, 1201-ben csak két kisebb szász főúr csatlakozott. Az Albert által toborzott újoncok köz- vagy középosztálybeli származásúak voltak, így nem voltak különösebben jól felszereltek, fegyelmezettek vagy tapasztaltak. Míg Albert 1200-ban 500 katonából álló partraszálló haderőt állított össze, állandó haderő nélkül valószínűleg megismételte segebergi Meinhard sikertelen küldetését.
Ezért „nem fegyelmezetlen katonai amatőr erők időszakos látogatására volt szükség, hanem egy állandó hivatásos helyőrségre, amely évről évre kitart télen át”. A Kardtestvérek jelenléte megakadályozta, hogy a keresztesek hazatérése miatt a tél folyamán megszakadjon a haladás, és életképessé tette a tavaszi erősítéssel folytatott háborút. Valójában a Kardtestvérek gondoskodtak arról, hogy a keresztények télen legyenek a leghatékonyabbak, mivel a portyázók elől a pogányok nehezebben rejtőzhettek el a téli körülmények miatt, a kereszteseknek a sátrak és a várak menedéket, élelmet és ellátmányt biztosítottak. Albert püspök katonaként gondolkodott, bizonyítja ezt döntése is, hogy székhelyét Üxküll-ből a sokkal jobb helyen lévő és jól megvédhető Rigába helyezte át, illetve a keresztény katonai szervezet irányítását átengedte a Kardtestvérek mesterének (Vinno von Rohrbach, majd Volquin). Például 1211-ben Fellinnél (lásd a Fellin ostroma (1211) fejezetet a szócikkben) Volquin 3000 katonát vezényelt, amelyeknek körülbelül a fele volt keresztes, vazallus és Kardtestvér volt, a másik felét megtért lívek és lettek alkották, néhányan Kardtestvér parancsnoksága alatt. A Kardtestvérek biztosították a bázist Livónia meghódítására. A liveket Albert és a Rend 1206-ban legyőzte, és a küldetés 1208-1209 között a Balti-tenger északi partján folytatódott. Mivel ezek a területek – Metsepole és Wenden – a Kardtestvérek földjével voltak határosak, a Rend hódította meg Dél-Észtországot 1215–1220 között. Észak-Észtország 1220-as dán meghódítása és Nyugat-Észtország dán-Kardtestvér együttműködés általi leigázása után az 1220-as évek közepére Livóniában teljessé vált a keresztény hegemónia. Lényeges, hogy Albert – a Renddel 1204-ben kötött megegyezés értelmében – a Rendet a meghódított földterület egyharmadával jutalmazta hűbérbirtok formájában, így a Rend önálló politikai erővé fejlődött. Csúcspontján a „rendi állam” Livónia, Észtország és Kurföld újonnan meghódított földjének több mint felét tette ki.
A Kardtestvérek a legjártasabbak voltak a keresztények kiváló haditechnikájának felhasználásában, a Rend például trebucheteket is használt. A korai időszakban a technikai fölény meghatározó volt, még mielőtt a pogányok kifejlesztették volna saját gépeiket. A Rend állandó jelenléte akadályozta a pogányok ilyen irányú fejlesztéseit, megakadályozták, hogy a haza induló keresztesek felszerelést hagyjanak hátra. A Kardtestvér lovasságának rohama pusztító lett volna nyílt mezőn, ennek ellensúlyozására a bennszülöttek erdőben és mocsarakban igyekeztek harcolni, de a németek alkalmazkodtak, rövidebb lándzsákat, számszeríjakat és könnyűlovasságot használtak felderítésre és erdei harcra. Mivel a livóniai tájat jobban ismerték, mint a többi keresztény, valószínűleg a Kardtestvérek alkalmazkodnak a leghatékonyabban.
A Rend kővárakat, megerősített kőerődöket épített, ezeket használta támadások bázisaként és innen indultak a portyázások elleni járőrözések.  Vinno nagymester várat építtetett Segewoldban, Wendenben és Ascheradenben. Ezek a várak szász kőműves tudással épültek, így sokkal kevésbé voltak felgyújthatók, szerkezetileg felülmúlták pogány riválisaikat – amelyek jellemzően földvárak voltak. A várakban, erődítményekben jellemzően 12-20 lovag és 100-200 fős helyőrség teljesített szolgálatot. A várak vársor részét képezték, lehetővé téve a hatékony járőrözést és a milíciák közötti együttműködést, mint például 1206-ban a portyázó litvánok visszaverését. A várak a német és a keresztény kulturális hegemónia erőteljes szimbólumai is voltak, a Rend pogányokkal szembeni felsőbbrendűségét hangsúlyozták. Ennek megfelelően a rendi várak Revalban és másutt az Északnyugat-Németország váraira hasonlítottak, ahonnan a legtöbb lovagtestvért toborozták. Hasonlóképpen, a rigai „Nagy Harang”, amelyet Volquin nagymester 1219/1220-ban csapatok összehívására használt, hallható volt a pogány vidékeken, és annyira megfélemlítő volt, hogy a Rigát 1210-ben megtámadó kurok azt mondták a hangjáról, hogy „A keresztények Istene megrágja és elfogyasztja őket.”
A pogányok felfogása a háborúra uszító keresztény Istenről és a Kardtestvér militarista keresztyénségről alkotott felfogása, amely szerint a vértanúság az üdvösség eszköze, a katonai siker pedig Isten akaratának bizonyítéka, meglehetősen hasonló volt. A Rend Máriát háborús istennőként imádta, Mária zászlóját vitte a csatába. A Kardtestvérek tisztelték a katonaszenteket is, Szent Györgyöt fogadták védőszentjüknek. A plébániák és templomok alapítása a Kardtestvérek által vezérelt katonai sikerektől függött. A lív földek keresztényesítése például csak a livek 1207-es veresége után kezdődött, amikor a Kardtestvérek hatalma megszilárdult.
A Kardtestvérek képesek voltak „megosztani és uralkodni”. Szövetségre léptek gyengébb törzsekkel, amelyek alig várták, hogy bosszút álljanak az őket támadó, kizsákmányoló erősebb törzseken, amíg az egész régió keresztény irányítás alá nem került. Csak az oroszok és a litvánok tudtak védekezni az egyesített keresztény-bennszülött erőkkel szemben. A bennszülött csapatokra való támaszkodás azonban a Kardtestvérek bizonytalan helyzetére is utalt. Következésképpen a Kardtestvérek a bennszülöttek elidegenítésének elkerülése érdekében pragmatikus politikai rendszer elfogadására kényszerültek, és így csak fokozatosan tudták bevezetni a német politikai normákat. Ennek megfelelően a bennszülöttek megtartották a poligám házasságot, az önkormányzatokat, az öröklési szabályoikat, a szabad mozgást, valamint a fegyverhez, tulajdonhoz és kereskedelemhez való jogot. Sok faluban a helyi főnök lett bíróvá, képviselve a hatóságot. A bennszülött társadalom adaptációja tehát nagyrészt a pogányok vezetőire, előkelőire korlátozódott, gyakran Németországba küldött túszokra, bár egyes lív és lett nemeseket fél- vagy laikus testvérként felvettek a Rendbe. A prefeudális rendszer akadályozta az erős vezetést, az adóztatást és az elszigetelt helyőrségek fenntartását. Ezért a feudo-vazallusi kapcsolatok bevezetése, mint például Vinno által 1207–1209-ben a manegintáknak adományozott földeket Metsepoleban, vagy a Vsevold, Gerzika ura esetében  a német agrárgyarmatosítás hiánya miatt a stabil germán katonai ellenőrzés megteremtésének eszköze volt a bennszülöttek felett.
Ez a stabilitás ösztönözte Livónia gazdasági növekedését. Bár a kereskedők korábban szerződéseket kötöttek a bennszülöttekkel, és alkalmanként megtorló razziákkal büntették a kalózokat, erősebb, állandó partmenti ellenőrzésre volt szükség. A dán hatalom hanyatlása után a Kardtestvérek számára létfontosságú volt biztonságos gazdasági rendszer kialakítása a Balti-tengeren. A Balti-tenger megnyílt az európai kereskedők és a német bevándorlók előtt. A Hanza-szövetség tagja lett Riga, Reval és Dorpat, ez erősítette a kereskedelmet.
A vidéki hátországban azonban, ahol a rendi földek többsége feküdt, a Kardtestvérek nem tudták javítani a gazdaságon. Hiába építették fel az első malmokat és vezették be a háromnyomásos gazdálkodást, ezek nem terjedtek el annyira, hogy forradalmasítsák a mezőgazdaságot. Hiába csökkent a Kardtestvérek hatalma alatt a szarvasmarha lopások száma, az istállók felgyújtása és az emberek rabszolgaságba hurcolása, a gazdasági javulás elhanyagolható volt. Ezért a jövedelmező Rigával ellentétben a Rend földjei veszteségesek voltak. Ez tovább fokozta, hogy a kardtestvérek nagyrészt szegény, föld nélküli lovag volt a ministeriales osztályból. A hadjáratok költségei magasak voltak, a föld csekély hozamot hozott, a parasztság nagyobb adóztatására tett kísérletek 1222-ben széles körű lázadásokhoz és III. Honoriusz pápa megrovásához vezetett. Ezenkívül elutasították a Rendnek a Német Lovagrendhez való csatlakozási kérelmét. A Rend túléléséhez terjeszkedésre volt szükség.
Bár a kardtestvérek sikeresek voltak katonai erőként, továbbra is áldozatai maradtak a helyi körülményeknek, amelyeknek létrejöttüket köszönhették. A katonai ügyeken kívül nem tudták ráerőltetni politikai akaratukat a bennszülöttekre, nem tudták felülkerekedni a földrajzon és más keresztény hatalmak versengő érdekein, hogy biztos gazdasági alapot szerezzenek saját túlélésükhöz. És nem rendelkeztek olyan gazdag támogató hátországgal, mint például a Német Lovagrend, amelynek jelentős adót beszedő rendházai voltak háború által nem sújtott területeken. Végső soron ezek a korlátok kényszerítették ki öngyilkos litván hadjáratukat, ahol 1236-ban „levágták őket, mint a nőket” Sauléban, gyakorlatilag véget vetett a rendnek, mielőtt a Német Lovagrendbe beolvadt volna.

## A Kardtestvérek nagymesterei

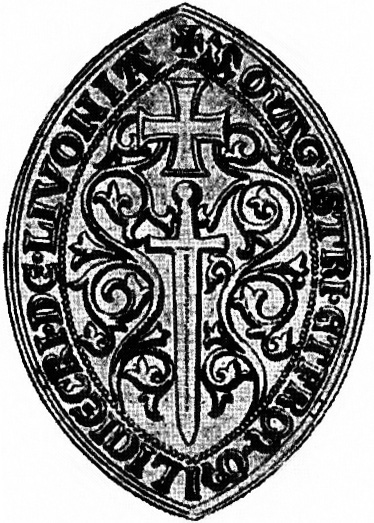
A Kardtestvérek lovagrendjének pecsétje

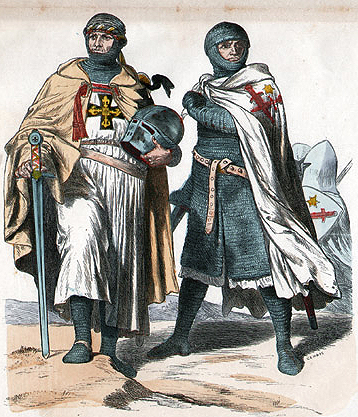

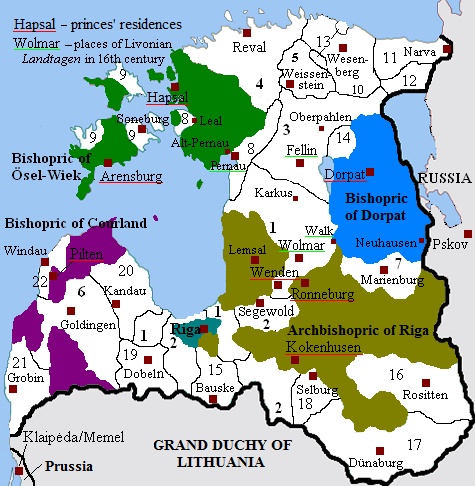
Livónia 1534-ben.
1. a nagymester/Livón tartomány mester közvetlen irányítása alatt, központ: Wenden
2. a tábori marsall közvetlen irányítása alatt, központ: Segewold
3. Fellin parancsnokság
4. Reval parancsnokság
5. Jerwen várkörzet, központ: Weissenstein
6. Goldingen parancsnokság
7. Marienburg parancsnokság
8. Pernau parancsnokság
9. Soneburg várkörzet
10. Wesenberg parancsnokság
11. Narva várkörzet
12. Neuschloss várkörzet
13. Tolsburg várkörzet
14. Talkhof parancsnokság
15. Bauske várkörzet
16. Rositten várkörzet
17. Dünaburg parancsnokság
18. Selburg várkörzet
19. Dobeln várkörzet
20. Kandau várkörzet
21. Grobin várkörzet
22. Windau parancsnokság

- Vinno von Rohrbach (Wenno, Winne, Wynno) (1207–1209)[115] Felépítette Segewald, Wenden és Ascheraden várát, és meghódította Kokenhusent.[116]
- Volquin von Naumburg zu Winterstätten (Wolquin, Folkvin, Volkewîn, Wolguinus, Wolgulin) (1209–1236)[117] Albert rigai püspök bizalmasa, ő vezette a Rend kereszteshadjáratait a balti államok népei ellen, célja a kereszténység meghonosítása és az ország meghódítása volt a Rend számára.[3] Fontosabb csatái: Szent Máté-napi csata, Saulei csata.

A Német Lovagrenddel való 1237-es egyesülést követő tartományi mesterek, megbízottak. (A tisztséget újra ellátók neve a második alkalommal már nem kiemelt.)
- Hermann von Balk (Hermann Balko, Hermann Balco, Hermann Balk) (1237–1238) a Német Lovagrend Porosz tartományának mestere (?-?), Német tartományának mestere (1219-1230), Porosz tartományának mestere (újra 1230-1239) és Livónia tartomány mestere (1237-1238). A Német Lovagrenddel való egyesülés után, Hermann von Balk vette át a Kardtestvérek irányítását is. A Dán Észtországgal, a rigai püspök szuverenitásával kapcsolatos jogvitákban a Kardtestvérek egy része bojkottálta Balkot.[118]
- Dietrich von Grüningen (1238–1241). 1237-ben a Német Lovagrend nagymestere, Hermann von Salza ellenezte, hogy az ifjú Dietrich von Grüningen legyen Livónia tartomány nagymestere. Grüningen Balk helyettese volt Livóniában. Amikor Balk elhagyta az országot, ő lett a nagymester, megszakításokkal. Részt vett a Csúd-tavi csatában (1242). 1254 decemberében a rend nevében egyezséget kötött a rigai érsekkel, valamint Ösell,[110][119] Kurland[111][120] és Dorpat[109][121] püspökeivel Livóniáról.[122]
- Andreas von Felben (Andreas von Stirland) (1241–1242 és 1248–1253) két alkalommal volt Livóni tartomány nagymestere. Felben az újonnan létrejött litván királyság elismerését támogatta, amelyért cserébe a Rend megkapta Szamogitia egy részét. A lovagi rend radikálisabb szárnya a Litván Királyságot a Rend hűbéreseként képzelte el. Az elégedetlenség az évek során jelentősen nőtt, olyannyira, hogy von Felben kénytelen volt feladni a nagymesteri szerepet 1253-ban, miután azzal vádolták, hogy inkább Litvánia érdekeit helyezte a livóniai keresztesek érdekei elé.[123]
- Dietrich von Grüningen (újra) (1242-1246)
- Heinrich von Heimburg (1246–1248) Mielőtt betegsége miatt lemondott volna, megpróbálta kibékíteni a rigai,[108] dorpati[109] és samsalai[110] püspököket.
- Andreas von Felben (újra) (1248–1253)
- Eberhard von Sayn megbízott (1253-1254) Eberhardot a Német Lovagrend bízta meg a Livónia tartomány rendbetételével. 1252 nyarától 1254 tavaszáig, mint ideiglenes tartomány vezető, sikerült rendeznie a Német Lovagrend és a helyi püspökök közötti kapcsolatokat Rigában,[108] Dorpatban,[109] Öselben[110] és Kurlandon.[111] 1252-ben folytatta a memeli vár építését, megerősítését.[124]
- Anno von Sangerhausen (1254–1256) Folytatta a memeli vár építését. 1255-ben védőszövetséget kötött a független Riga városával. 1256-tól a Német Lovagrend nagymestere.[125]
- Burkhard von Hornhausen (1257–1260)[125] Elesett az elvesztett Durbeni csatában.
- Georg von Eichstädt (1261) Tíz éve volt Sigulda parancsnoka, amikor a durbeni vereség után a rend livóniai ágát ideiglenesen rábízták, azonban súlyos sebesülése miatt sem erősítették meg a Livónia nagymestereként.[122]
- Werner von Breithausen (1261–1263) Litván fejedelmek[126] szövetséges serege sikertelenül ostromolja Dorpatot, Breithausen vezeti a felmentő sereget. Breithausen Kurföldre koncentrál és ér el sikereket. 1264-ben – talán egy lovagi tornán – szerzett sérülés miatt lemond tisztségéről.[127]
- Konrad von Mandern (1263–1266) Megítélése nem egyértelmű. Egyrészt sikerrel leverte a Livóniai népek nagy felkelése első hullámát, és megépítette Mitau és Weißenstein várát. Másfelől több alkalommal rajtaütöttek rablásból vagy csatából haza felé vezetett seregén, a „szokottnál“ nagyobb lovag/ember veszteséget a Rend vezetői nem tolerálták, lemondatták.[122]
- Otto von Lutterberg (1267–1270) Azorosz hercegekkel kötött szerződésben vállalta, hogy nem siet Dán Észtország segítségére, a lovagrend mégis megtette ezt, az nem egyértelmű, hogy Luttenberg személyesen vezette-e a támogató sereget. A szerződés felmondás miatti megtorló orosz hadjáratra hasonlóval válaszolt. Elfogatta és fogságban tartotta Alfred Suerber rigai érseket,[128][129] mert az megállapodásuk ellenére a Rend ellen szövetkezett. 1270-ben 52 lovag és 600 katona mellett ő is elesett a karusei csatában.[130]
- Andreas von Westfalen (1270) Luttenburg helyettese volt, ezért ő lett a tartomány vezetője Luttenburg halála után. A litvánok kifigyelték, hogy kis sereggel mozog Livföldön, megtámadták, és húsz másik lovaggal együtt megölték.[127]
- Walter von Nordeck (1270–1273) Elődjei halálát követően Nordeck rendbe szedte a Livón tartományt. Ostrom alá vette és elfoglalta Tērvete várát. 1271-ben seregét Mežotne ellen vezette, a vár harc nélkül megadta magát. Ugyanebben az évben elfoglalta Rakte várát, Zemgale német meghódítása ezzel vált teljessé. Betegség miatt lemondott.[131]
- Ernst von Ratzeburg (1273–1279) 1275-ben felépítette Dünaburg várát, hogy ellenőrizhesse a Daugava menti kereskedelmi utakat. 1277-ben Traidenis litván nagyfejedelem egy hónapon átostromolta a várat, sikertelenül. 1278-ban dán segéderőkkel megtámadta a litvánok fontos városát, Kernaveit, de nem tudta bevenni. A visszaúton Ascheraden közelében a seregét a litván csapatok legyőzték, Ratzeburg is elesett a csatában.[132][133]
- Gerhard von Katzenelnbongen (1279–1280) A tartomány mester halála miatt helyettese, Gerhard von Katzenelnbogen vette át ideiglenesen az irányítást. Bosszúhadjáratot vezetett Traidenis litván nagyfejedelem ellen, kirabolták Kernaveit. 1280-ban Nameisis zemgall vezető Riga ostromára készült, de a keresztes hadak tervét megtudva felkészültek az ostromra. Namesis visszafordult, mert terve kitudódott, nem élhetett a meglepetés erejével. A németek üldözőbe vették. A Lielupe folyó jege nem bírta el a páncélos lovasok terhét, amelyiknek sikerült partra vergődni, azt a litvánok lemészárolták. Gerhard von Katzenelnbogen is odaveszett.[134]
- Konrad von Feuchtwangen (1280–1281) Egyszerre volt Livón és Porosz tartományi vezető is, mert a Rend úgy vélte, hogy így könnyebb a két tartomány közti ellenséggel leszámolni. Feuchtwangen 1281-ben saját kérésére távozott mindkét pozícióból. 1297-től a Német Lovagrend nagymestere volt. (Nem tévesztendő össze rokonával: Siegfried von Feuchtwangennel.)
- Mangold von Sternberg (1281–1282) Porosz tartomány mestereként nyerte el a Livón tartomány mestere címet, a Lovagrend továbbra is úgy gondolta, hogy a közös irányítás eredményesebb. Mangold fellépett a zemgalok ellen, akik megtámadták a Német Lovagrend birtokait. Válaszul von Sternberg elrendelte ötven vezető és több előkelő zemgal megölését. 1282-ben a Szentföldre utazott az akkoi nagymester választásra, visszaúton meghalt.[122]
- Wilhelm von Nindorf (Wilken von Endorp, Wilhelm Schurborg) (1282–1287) 1283-ban városi jogot adott Viljandinak, vezetése alatt a Rend felépítette Wolmar, Burtneck és Trikāta erődítményeit. Többször harcolt litvánokkal, szemgalokkal és zemgalokkal. 1287. március 26-án a Lielupa folyón Emburga közelében esett el, amikor kis létszámú csapatán a szemgalok rajtaütöttek.[135]
- Konrad von Hattstein (Kuno von Hazzingenstein, Kuno von Hazzingenstein, Konrad Herzogenstein vagy Conradus von Herzogstein) (1288–1289) 1290-re egész Zemgaliát meghódította, lerombolva Doblen, Hofzumberge, Ratten, Soddobern erődítményeit. A zemgalok, akik nem akartak engedelmeskedni a rendnek, Litvániába költöztek. Hattstein 1289-ben lemondott tisztségéről.[136][137]
- Balthazar Holte (Hehembach Halt, Haold, Halt von Hohembach, Bolto) (1290-1293) Halála akadályozta meg, hogy együttműködési megállapodást kössön Livónia (Ó-Livónia) két püspökével – Edmund von Werth[138] Kurföld[111] és Henrik[139] Ösel egyházmegye[110] püspökével – és a János[140] rigai érsekkel.[108][130]

1293 és 1295 között nem volt kinevezett Livón tartományi vezető.
- Heinrich von Dincklage (Dincelaghe, Dinstelage) (1295–1296) Megállapodott Bernhard[141] dorpati[109] püspökkel, aki elismerte a Német Lovagrend hatalmát. A püspök beleegyezett, hogy a rendi helyőrségek elfoglalják a püspökség összes várát biztosítandó azok védelmét. A püspök hamarosan megszegte a megállapodást.[142]
- Bruno (1296–1298) Ideje alatt fegyveres konfliktussá érik az évtizedek óta lappangó Riga–Rend szembenállás.[143] Johannes von Schwerin[144] rigai érsek Vytenis litván nagyfejedelem segítségét kéri, a Rend lefogja az érseket. 1298-ban Vytenis kifosztja a Rend birtokait. Bruno viszonylag kis sereggel támadja a kivonuló litvánokat, 1298. június elsején a turaidai csatában 22 lovaggal együtt elesik.[122]
- Gottfried von Rogge (1298–1307) 1299 januárjában VIII. Bonifác pápa követelte, hogy a Rend engedje szabadon a rigai érseket.[144] A kiengedett érsek a pápai udvarban panaszolta be a Rendet, panaszához csatlakozott Riga városa, Ösell[110][145] és Kurföld[111] püspökei. Az érsek a pápai udvarban 1300-ban meghalt, utóda, Isarnus Tacconi[146] 1301-ben érkezett Livóniába. 1302 júliusában az akkor Livóniában tartózkodó Gottfried von Hohenlohe nagymester kibékítette az érseket és Rogge-t. Az érseknek nem sikerült a Rend és Riga kibékítése, így helyére[147] Frederic de Fernstein[148] került, akinek sikerült a kibékítés. 1305-ben a Rend megvette az elszegényedett és litvánok által kifosztott Dünamünde apátságot apátjától. Fernstein a pápánál feljelentette a Rendet, mondván az erőszakkal foglalta el Dünamünde, Uexküll, Mitau és Kirchholm érseki várakat, ám a pápai udvar rendi prokurátora[149] meg tudta cáfolni a rigai érsek minden vádját. 1306-ban az érsek a pápa avignoni udvarába ment, a rigaik szövetkeztek a litvánokkal, Vytenis megtámadj a Rend birtokait. Gottfried von Rogge fegyverszünetet kötött Rigával, és 700 márkát fizetett nekik, amiért nem segítették többé a litvánokat. 1307. július 2-án a Riga alatti csatában a keresztesek legyőzték a litvánokat.[150]
- Gerhard von Jork (1309–1322) Vezetése alatt a Rend konszolidálja hatalmát a meghódított területeken. Dünamünde sorsa változatlanul heves viták tárgya Riga, a rigai érsek és a Rend között. V. Kelemen pápa, majd utóda, XXII. János pápa is maga elé rendelte az érintetteket. 1318-ban Jork Karl Bessart von Trier nagymesterrel együtt eléri, hogy a pápa a Lovagrendnek ítéli Dünamündét. Jork felépítette Dünaburg (1313) és Mesothen (1321) várát, 1322-ben lemondott tisztségéről.[151]
- Konrad Kesselhut (Ketelhut, Ketelhod, Kezelhuth, Ketelhoed) (1322–1324) Vezetésének két éve alatt oda-vissza támadták egymást a Novgorodi hercegséggel.
- Reimar Hane (Reymar Hane) (1324–1328) Fernstein[148] rigai érsek 1325-ben kiközösítette a Rend livóniai ágát az egyházból. Hane Livónia elhagyására kényszerítette az érseket.[130] Hane megtámadta a litvánokat, akik visszatámadva Riga kapujáig jutottak, miután lerombolták az összes útjukba eső templomot és kolostort, és módszeresen lemészárolták a papokat és a híveket.[122]
- Eberhard von Monheim (1328–1340) A rigaiak 1328. június 23-án felgyújtották Dünamündét, amely a Rend balti-tengeri kijáratát biztosította. Monheim még ugyanazon év szeptemberében ostrom alá vette Rigát. Súlyos éhínség tört ki a városban, 1330. március 17-én Riga megadta magát. A rigai városfalakat részben lebontották, és az akkori városhatáron kívül megkezdődött egy új rendi erőd, a későbbi rigai vár építése. 1340-ben Monheim újabb hadjáratot indított a litvánok ellen, amely a kemény tél miatt kudarcot vallott. 1340. június 24-én, idős kora miatt, lemondott tisztségéről.[152]
- Burchard von Dreileben (1340–1345) Hivatali ideje alatt a helyi észt parasztok fellázadtak a németek és dánok ellen, ami a reveali Szent György-éji felkelésben (1343/45) tetőzött. Dreileben leverte a Harrien), Wierland és Ösel felkeléseket. Az észtek négy vezetőjét 1343 kora nyarán Weißensteinben kivégezték. Burchard kihasználta a Dán Királyság belső válságát, a IV. Valdemár dán király király pénzhiányát, kezdeményezte a dánok észtországi birtokának megvásárlását, a vásárlást 1346-ban zárták le. Három új rendi erődöt építtetett, egyet az Ösell-szigeten Soneburg – és kettőt a Dorpati egyházmegyében: Marienburgot és Frouwenborchot (más néven Neuhausent). 1345-ben lemondott.[153]
- Goswin von Herreke (1345–1359) 1346-ban a Német Lovagrend 19 000 márkáért megvásárolta Dán Észtországot a dán királytól. Az átadás 1346. november 1-jén történt meg, Heinrich Dusmer von Arfberg nagymester 1347-ben a területet a Livón tartományhoz csatolta. Reval városa 1238 után került vissza a Rend kezébe.[154] Herreke számos ponton megerősítette az oroszokkal közös határszakaszt. 1347-ben Alajõe-ben megalapította Alajõe-ben Syrenetz erődjét, amely ellenőrizte a Narva folyó és a Peipus-tó vidékét. Megerősítette a narvai Hermann kastélyt. Támogatta Dorpat püspökét[155] a Neuhausen megerősítésében, hogy megvédje a Tartu, Riga és Pszkov közötti fontos kereskedelmi útvonalakat. 1348-ban a litvánok ellen viselt háborút.[156] Goswin von Herike 1359-ben halt meg.
- Arnold von Vietinghoff (Vietinghof, Vitinghove) (1360–1364) Vietinghoff 1362 folyamán a livóniai lovagok élén négy hadjáratot indított Litvánia ellen. Winrich von Kniprode nagymester egy nagyobb rendi sereggel március 29-én megkezdte Kauen várának ostromát. Áprilisban Vietinghoff hajókon érkezett seregével csatlakozott az ostromhoz. A várat Vaidots litván herceg[157] védte. Április 15-én a keresztesek lerohanták a várat és felgyújtották. Vaidots apja, Kęstutis és nagybátyja, Algirdas kis seregek élén a Nyeman folyó túl oldaláról nem tudott beavatkozni a harcba. 1362. június 10-én Dorpatban tanácskozásra ült össze Vietinghoff tartomány vezető Ösel,[110][158] Reval[159][160] és Dorpat[109][155] püspökeivel, főapátságok apátjaival, a rigai préposttal és kanonokkal. Vietinghoff a dorpati püspököt azzal vádolta, hogy nem támogatja a Rendet a litvánok ellen vívott küzdelemben. A püspök támogatást ígért, majd bepanaszolta a Rendet V. Orbán pápánál. Arnold von Vietinghoff 1364. július 11-én halt meg.[153]
- Wilhelm von Friemersheim (Vrimersheim) (1364–1385) Vezetése idején Rend folyamatosan kisebb-nagyobb harcban állt a Litván Nagyfejedelemséggel, évről-évre több portyázó hadjáratot vezettek egymás ellen, fosztogatva, gyújtogatva és gyilkolva. A Litván Nagyfejedelemségben (1381-1384) lezajlott belháború idején a Rend Jagelló litván nagyherceg[161] oldalán állt nagybátyja, Kęstutis trakai herceg és az utóbbi fia, Vitold ellen. 1382 nyarán a Trakai várnál nézett farkasszemet Kęstutis és Vitold litván serege a Jagelló irányította litván sereggel és az azt támogató Friemersheim vezette livón, és a Lovagrend helyettes nagymestere vezette porosz lovagok seregei. Jagelló tárgyalások ürügyén táborába csalta Kęstutist és Vitoldot, ahol áruló módon elfogták, majd börtönbe zárták őket.[162] Friemersheim vezetése idején Rend folyamatosan kisebb-nagyobb harcban állt a Novgorodi Köztársasággal, évről-évre több portyázó hadjáratot vezettek egymás ellen, fosztogatva, gyújtogatva és gyilkolva. 1371-ben a felek békeszerződést kötöttek.
- Robin von Eltz (1385–1388) Megválasztása előtt Eltz tíz évig volt elődje helyettese. Mandátumát a külső ellenségekkel kötött béke időszaka jellemezte, de a Dorpati Püspökséggel[109] ismét kiújult az ellenségeskedés.[163]
- Johann von Ohle (1388–1389) Ő is elődje helyettese volt, a Livón tartomány vezetését csak átmenetileg vállalta el, lemondása után továbbra is a vezető helyettese volt 1393-ig.[164]
- Wennemar von Bruggenei (von Brüggenei, von Brigeneis) (1389–1401) Sikeres politikát folytatott a Rend hatalmának növelése érdekében. 1390-ben elérte, hogy IX. Bonifác pápa visszahívja a rigai érseket[165] és helyére a Rend egyik tagját[166] nevezze ki, a következő érsekek a Német Lovagrend tagjai közül kerültek kiválasztásra. A Rend fennhatósága ezzel egész Livóniára kiterjedt, kivéve a dorpati püspökséget.[109] A püspök[167] elkezdett szövetséget szervezni a Rend ellen, 1396-ban Wennemar von Bruggenei hadjáratot indított ellene. Otepää várát a földdel egyenlővé tették, a püspök pedig kénytelen volt feladni politikáját. 1399-ben a felépítette a ludzai várat.
- Konrad von Vietinghoff (Vytinghofi Konrád, Konrad Vytinghove, Conradus de Vytinghove) (1401–1413) egyik őse, Arnold von Vietinghoff már betöltötte ezt a pozíciót. Konrad von Vietinghoff a Novgorodi Köztársasággal való konfliktusban Livónia biztonsága érdekében 1409-ben külön békét kötött Vytautas litván nagyfejedelemmel. Ezért a Rend livóniai ága nem vett részt a Lengyel–litván–lovagrendi háborúban (1409–11). Ezért nem volt jelen sem ő, sem a Rend livón ága a Német Lovagrendet megrogyasztó vereséggel végződő grünwaldi csatában,[168] ahol a Rend nagymestere, Ulrich von Jungingen is elesett. A vereség után a lengyel-litván erők a Német Lovagrend székhelyét, Marienburgot is ostrom alá vette, a védelmet irányító, újonnan választott Heinrich von Plauen nagymester megsegítésére Vietinghoff sereget küldött helyettese vezetésével, az év vége felé maga is oda tartott kisebb sereg élén.[169]
- Dietrich Tork (Theodoricus Turca) (1413–1415) A Német Lovagrend nagymesterével, Heinrich von Plauennel új háborút indított a Lengyel–Litván Unió ellen, hogy később az első toruni békénél kedvezőbb feltételekkel kössön békét ezekkel az államokkal. Dietrich mindent megtett a Livónia Rend katonai erejének helyreállítása érdekében, 1415-ben halt meg.
- Siegfried Lander von Sponheim (Spanheim) (1415–1424) Hivatalba lépésének első éveiben békeszerződést kötött Pszkovval és a Novgorodi Köztársasággal. Johannes von Wallenrode[166] rigai érsek[108] 1405-ben tizenkét évre elzálogosította az érsekség birtokait Kreuzburg és Lennewarden erődítmények kivételével a Rendnek, ez 1417-ben járt le, kevéssel az új érsek, Johannes Abundi[170] kinevezése előtt. Abundi ösztönzésére Livónia belső vitái rendezésére 1419-ben létrehívták Valga városában a Livóniai Országgyűlést. Ezen a Rend livóniai vezetői, a rigai érsek,Kurföld,[111] Dorpat,[109] Ösel-Wiek[110] és Reval[159] püspökei, Riga, Reval és Dorpat városok képviselői vettek részt. Bár a legnagyobb területtel a Rend bírt Livóniában, a többi résztvevő akaratából nem Siegfried Lander elnökölt a megbeszéléseken. Siegfried Lander von Spanheim 1424. március 31-én halt meg.
- Cisse von dem Ruttenberg (Cisse von Rutenberg) (1424–1433) volt az egyetlen holland származású Livónia tartomány vezetői között. Kiújult a Rend konfliktusa a rigai érsekkel[171] is, aki követséget küldött panaszaikkal a pápához, de a küldöttséget a Grobiņa várparancsnoka elfogta és kifosztotta, így nem jutott el Rómába. A Rend nem nyújtott segítséget az oroszok által megtámadott Dorpati Püspökségnek,[109] aki ezért behívta a litván Vitoldot és csapatait. Őket már háborúval fenyegette meg Ruttenberg. Vezetése alatt, a grünwaldi csata következményeként, Livónia tartomány elkezdett távolodni a Lovagrend központi vezetésétől. A tartományon belül a Rajna-vidékről és a Vesztfáliából származók "pártosodtak", de nem volt egyetértés abban sem, hogy lengyel- vagy oroszellenes politikát folytassanak. 1431-ben a Lovagrend és a livón tartomány is szövetséget kötött Švitrigaila litván nagyfejedelemmel a Lengyel–Litván Unió ellen. 1433-ban kitört vérhas-járvány megtizedelte a livón lovagokat, meghalt Cisse von dem Rutenberg is.[173]
- Frank Kirskorf (1434–1435) a Rend rajnai "pártjához" tartozott, a Paul Belenzer von Rusdorf nagymester rokona volt. Több hadjáratot vezetett a lengyelek és litvánok ellen, kevés sikerrel.[174] Végül a Vilkomiri csatában (pabaiskasi csata) a vele szövetséges Švitrigaila litván nagyfejedelem oldalán csatát vesztett a I. Zsigmond litván nagyfejedelem vezette lengyel sereggel szemben. Egyes források szerint a csatatéren halt meg, más források szerint ugyan elmenekült, de a szerzett sérüléseibe rövid időn belehalt.[175][176]
- Heinrich von Böckeförde (Heinrich von Böckenförde genannt Schüngel, auch Bokenforde) (1435–1437) a westfáliai "párt" jelöltje volt, elődje helyetteseként szolgált. Elődje által elszenvedett vereség következményeképp Böckenfördének 1435 decemberében alá kellett írnia a breszti békét.[177] A jövőben a Rend köteles volt Litvánia nagyhercegeinek elismerni azokat a jelölteket, akiket a lengyel király megerősített. Az 1435 decemberi valkai országgyűlésen kihirdették a hatéves békét a Rend livóniai ága a rigai érsek[171] kötött.[178]
- Heinrich Vincke von Overberg (Finke von Oferberg, Henricus Finke ab Haverberge, averbergi Heidenreich Finke) (1438–1450) Az egyre önállóbbá váló Livónia rendi tartomány a szokásnak megfelelően két jelöltet terjesztett a Lovagrend nagymestere elé. A „rajnaiak” Heinrich von Notlebent, a többségben lévő „vesztfáliaiak” pedig Heinrich Fincke von Overberget támogatták. Paul Belenzer von Rusdorf nagymester a Rajna-vidékről származott, ezért Heinrich von Nottlebent nevezte ki a Livón tartomány élére. A vesztfáliai párt azonban nem fogadta el a döntést, háborúra készült. Végül a tartomány székhelyén, Fellinben megállapodást kötöttek, amelynek értelmében Heinrich Fincke von Overbeget a tartomány vezetője. A nagymester viszont ezt a döntést nem akarta elfogadni. Utódja, Konrad von Erlichshausen 1441-ben elismerte a Rend autonómmá vált ágának döntését. A következő tartományi vezető választások eredményét ekkortól a Lovagrend és a nagymester már nem befolyásolta, csupán tudomásul vette. Heinrich Vincke von Overberg az oroszokkal vívott háborút az ismert koreográfia szerint: évről-évre kifosztották egymás határ menti területeit, időről-időre békét kötöttek, amelyeket aztán mindkét fél megszegett. Jelentős területi nyereséget egyik fél sem ért el. Scharpenberg rigai érsek[171] 1448-ban bekövetkezett halála után a Rend káplánját, Sylvester Stodewässchert[179] nevezte ki a pápa új rigai érseknek. Vincke 1450. július 29-én természetes halállal halt meg.[180]
- Johann von Mengden (1450–1469) a vesztfália párt jelöltjeként lett a Livón tartomány vezetője. 1452-ben megállapodott a rigai érsekkel. A megállapodás szerint Riga felett közösen gyakorolják a hűbérúri jogokat, a főegyházmegye területileg a Rendhez tartozik, de az érsek irányítja (állam az államban). A megállapodás első része nem nyerte el a rigaiak tetszését. A megállapodást mindkét fél megszegte a következő években, de mivel egyiknek sem sikerült kedvezőbb alku pozíciót elérni, így mindig visszatértek a fenti megállapodáshoz. Johann von Mengede ideje alatt folytatódott az ellenségeskedés a Rend és a szomszédos Pszkov és Novgorodi Köztársaság között, az oroszok némi területi nyereségre tettek szert a közös határ mentén.[130]
- Johann Waldhaun von Heerse (1470–1471) Felépítette Vredeborch várát. Megkísérelte átszervezni a tartomány közigazgatását – parancsnokságokat egyesített, rendelt közvetlen irányítása alá –, célja a racionalizáláson kívül hatalma növelése volt. Figyelmen kívül hagyta a Rend káptalanja ellenkezését, ezért a lovagok Bernd von der Borch [leendő utódja] vezetésével lefogták, leváltották, elítélték és valószínűleg Cēsis várának börtönében meg is gyilkolták.[169]
- Bernhard von dem Borch (Bernhard von der Borch, auch von der Borg) (1472–1483) Vezetési ideje alatt kiújult a Rend és a rigai érsek[179] közti konfliktus. Stodewässcher külső támogatókat szerzett, Bernhard von dem Borch visszavonta elődje Rend szervezetét átalakító intézkedéseket, így az egész rendi tartományt bírta a háta mögött. Riga városa nem tudott kimaradni a felek küzdelméből, sőt, mindent megtett, hogy mindkét hűbérurától megszabaduljon. Stodewässcher a Rend fogságában 1479-ben halt meg. A rigai káptalan a Rend nyomására Simon van den Borch-t[181] választotta meg érseknek, de a pápa Stefano Grube-t[182] nevezte ki, nem ismerte el a káptalan döntését. Bernhard von dem Borch az oroszokkal vívott háborúban csatákat veszített, lassan elveszítette a rigaiak bizalmát is. Amikor Grube megérkezett Rigába, a város átállt az oldalára. 1483. november 14-én von der Borch felajánlotta lemondását, helyette Johann Freitag von Lohringhovent választották meg.[183]
- Johann Freitag von Lohringhoven (Johann Freytag von Loringhoven, Johann Fridach van Loringhoffe) (1483–1494) Loringhofe idején a polgári ellenségeskedés Livóniában hosszú időre megszűnt, 1491-ben a Rend csapatai megadásra kényszerítették Riga városát, és a rigai érsekkel együtt visszaállították a kettős hatalmat felette. Jelentősen megnőtt a fenyegetés Moszkva felől, 1492-ben az oroszok felépítették az Ivangorodi erődöt.[184][185]
- Walter von Plettenberg (1494–1535) az egyik legfontosabb vezetője volt Livónia tartománynak, visszaállította a Kardtestvérek rendjének önállóságát. Az Oroszországgal vívott háborúban (1501–1503) Plettenberg tehetséges és ügyes parancsnoknak bizonyult. Ereje a nehézlovassági és tüzérség ügyes használatában rejlett. Megnyerte a Siritsa folyó melletti (1501. augusztus) és a szmolini csatát (1502. szeptember 13.), 1503-ban békét kötött III. Iván moszkvai nagyfejedelemmel. A protestáns reformáció idején Plettenberg az evangélikusokat támogatta, remélve, hogy ezzel a rigai katolikus érsekséget[108] gyengítheti meg végérvényesen. Livónia megosztot volt a Rend, a püspökségek és a gazdag városok (Riga, Reval és Dorpat) között. A Német Lovagrend nagymestere, Brandenburgi Albert 1525. április 10-én a krakkói piactéren hűbéresi esküt I. Zsigmond lengyel királynak, a Lovagrend egyházi birtokait szekularizálta és protestáns világi államot hozott létre Porosz Hercegség néven. Walter von Plettenberg nem követte a nagymester példáját, nem volt hajlandó áttérni az evangélikus hitre és Livónia világi uralkodójává válni, a Livónia rendtartomány kimondta önállóságát.[186][187] Walter von Plettenberg nagymester toleráns volt a református egyházakkal. Elfogadta a V. Károly német-római császár adományozta birodalmi herceg címet, ezzel a Német-római Birodalom hűbéresévé lett.[188][189] 1535 márciusában, körülbelül 85 éves korában, egészen hirtelen meghalt. A legenda szerint teljes páncélban halt meg, egy kandalló előtt ülve egy karosszékben. Cēsisben a Szent János-templomban temették el.

1526-ban a livóniai rendtartomány önállóvá vált, a Német-Római Birodalomat hűbér uraként ismert el. A volt Kardtestvérek rendjét szokás Livón Lovagrendként is megnevezni. A Rend élén nagymester állt.
- Hermann Brugsenei (Hasenkamp, Bugseney, Brügeney, Brügeney, Brüggenei-Hasenkamp, Hasenkamp von Brüggeney) (1535–1549) Nagymesteri címét elődjének köszönhette, aki helyettesének nevezte meg, hogy megakadályozza a Birodalman belülről támogatott Johann münsterbergi herceg[190] megválasztását. Helyettesként, majd nagymesterként is küzdött a porosz befolyás ellen, emiatt konfliktusba került az utolsó előtti[191] és az utolsó rigai érsekkel[192] is. A rigai érsekség 1540-ben megszűnt, ekkor Riga elveszítette egyik hűbérurát. Az 1500-as években a Livóniai Konföderáció a lassú és visszafordíthatatlan hanyatlás szakaszába lépett, még akkor is, ha nem történt jelentős esemény, ami erősen befolyásolta a Livónia mindennapi életét. Brugsenei idejében viszonylagos béke uralkodott Ó-Livóniában. A Moszkvával kötött békét 1535-ben megerősítették. Hermann Brugsenei megválasztásakor körülbelül hatvan éves volt, egészségi állapota meglehetősen rossz volt. Ezért helyettest is választottak mellé Johann von der Recke személyében.[169]
- Johann von der Recke (1549–1551) Rövid nagymesteri ideje alatt ő is megkapta a hercegi címet, fenntartandó a hűbréviszonyt. Hivatali ideje alatt Livóniát súlyos pestis-járvány sújtotta, a nagymester halált is okozva.[153]
- Heinrich von Galen (1551–1557) Megválasztása (70 éves volt) kompromisszum volt a Rend katolikus és protestáns szárnyai között. További törésvonal volt a Renden belül a követendő külpolitika. Az egyik frakció az Orosz Cárság iránti baráti politikával próbálta volna megmenteni a járványok miatt válságba került országot, a másik frakció a Lengyel–Litván Uniótól remélt védelmet. 1554-ben kihirdette a katolikusok és a protestánsok számára egyenlő jogokat biztosító rendeletet. Ugyanebben az évben IV. Iván orosz cár sokszorosára emelte a Dorpat által fizetendő adót, a helyiek tiltakozására ellenére a nagymester megállapodott az oroszokkal.[193] Heinrich von Galen haláláig viselte a nagymesteri tisztséget.[153]
- Johann Wilhelm von Fürstenberg (1557–1558) Felismerte, hogy a Rend gyenge ahhoz, hogy ellenálljon az orosz nyomásnak. Ezért 1557-ben szövetséget II. Zsigmond Ágost lengyel királlal. Rettenetes Iván ezt az Oroszországgal kötött békeszerződés megsértésének tekintette, és megtámadta a rendi államot, amely elindította a Livóniai háborút (1558–1583). Fürstenberg főleg zsoldosokból álló serege gyenge volt, a megkeresett Svéd-, Dán Királyság, Lengyel–Litván Unió, de még az anyaország, a Német-római Birodalom sem kívánta a Rendet támogatni. Az orosz csapatok elfoglalták Narvát és Dorpatot. Fürstenberg lemondott nagymesteri tisztségéről.[194]
- Gotthard von Kettler (1558–1561)